# سلمونت-ويست
سلمونت-ويست (بالإنجليزية: Selmont-West Selmont)‏ هي مدينة أمريكية تقع في ولاية ألاباما.تبلغ مساحة هذه المدينة 8.6 (كم²)،ويبلغ عدد سكانها 2671 نسمة حسب إحصاء سنة 2010 م.

## التركيبة السكانية
حدّد مكتب تعداد الولايات المتحدة بيانات التركيبة السكانية لسلمونت-ويست في تعداد الولايات المتحدة. في ما يلي، التركيبة السكانية حسب تعدادي 2000 و2010.

### تعداد عام 2000
بلغ عدد سكان سلمونت-ويست 3,502 نسمة بحسب تعداد عام 2000، وبلغ عدد الأسر 1,227 أسرة وعدد العائلات 880 عائلة مقيمة في المنطقة السكنية. في حين سجلت الكثافة السكانية 407.7 نسمة لكل كيلومتر مربع (1,055.9/ميل2). وبلغ عدد الوحدات السكنية 1,574 وحدة بمتوسط كثافة قدره 183.2 لكل كيلومتر مربع (474.5/ميل2).
وتوزع التركيب العرقي للمنطقة السكنية بنسبة 7.91% من البيض و91.35% من الأمريكيين الأفارقة و0.14% من الأمريكيين الأصليين و0.09% من الأمريكيين ذوي الأصول الآسيوية و0.03% من الأعراق الأخرى و0.49% من عرقين مختلطين أو أكثر و0.86% من الهسبانيون أو اللاتينيون من أي عرق.
بلغ عدد الأسر 1,227 أسرة كانت نسبة 49.1% منها لديها أطفال تحت سن الثامنة عشر تعيش معهم، وبلغت نسبة الأزواج القاطنين مع بعضهم البعض 26.6% من أصل المجموع الكلي للأسر، ونسبة 39.1% من الأسر كان لديها معيلات من الإناث دون وجود شريك، بينما كانت نسبة 6% من الأسر لديها معيلون من الذكور دون وجود شريكة وكانت نسبة 28.3% من غير العائلات. تألفت نسبة 25.6% من أصل جميع الأسر من عدة أفراد يعيشون في نفس المنزل ونسبة 8.2% كانت تتألف من شخص يعيش بمفرده يبلغ من العمر 65 عاماً أو أكثر. وبلغ متوسط حجم الأسرة المعيشية 2.85، أما متوسط حجم العائلات فبلغ 3.46.
بلغ العمر الوسطي للسكان 26.8 عاماً. وكانت نسبة 36.3% من القاطنين تحت سن الثامنة عشر، وكانت نسبة 10.7% بين الثامنة عشر والرابعة والعشرين عاماً، ونسبة 27.3% كانت واقعةً في الفئة العمرية ما بين الخامسة والعشرين والرابعة والأربعين عاماً، ونسبة 16.7% كانت ما بين الخامسة والأربعين والرابعة والستين، ونسبة 9.1% كانت ضمن فئة الخامسة والستين عاماً فما فوق. يوجد لكل 100 أنثى 80.4 ذكر، ويوجد لكل 100 أنثى في الثامنة عشر من عمرها فما فوق 73.2 ذكر.
بلغ متوسط دخل الأسرة في المنطقة السكنية 11,591 دولارًا، أما متوسط دخل العائلة فبلغ 15,000 دولارًا. وكان متوسط دخل الذكور 27,000 دولارًا مقابل 17,786 دولارًا للإناث. وسجل دخل الفرد الخاص بالمنطقة السكنية 9,602 دولارًا. وكانت نسبة 53.4% من العائلات ونسبة 55.6% من السكان تحت خط الفقر، وكان من هؤلاء نسبة 65.1% تحت سن الثامنة عشر ونسبة 50% في الخامسة والستين من العمر وما فوق.

### تعداد عام 2010
بلغ عدد سكان سلمونت-ويست 2,671 نسمة بحسب تعداد عام 2010، وبلغ عدد الأسر 999 أسرة وعدد العائلات 658 عائلة مقيمة في المنطقة السكنية. في حين سجلت الكثافة السكانية 310.9 نسمة لكل كيلومتر مربع (805.2/ميل2). وبلغ عدد الوحدات السكنية 1,320 وحدة بمتوسط كثافة قدره 153.7 لكل كيلومتر مربع (398.1/ميل2).
وتوزع التركيب العرقي للمنطقة السكنية بنسبة 4.46% من البيض و93.93% من الأمريكيين الأفارقة و0.11% من الأمريكيين الأصليين و1.09% من الأعراق الأخرى و0.41% من عرقين مختلطين أو أكثر و1.54% من الهسبانيون أو اللاتينيون من أي عرق.
بلغ عدد الأسر 999 أسرة كانت نسبة 37.3% منها لديها أطفال تحت سن الثامنة عشر تعيش معهم، وبلغت نسبة الأزواج القاطنين مع بعضهم البعض 22.1% من أصل المجموع الكلي للأسر، ونسبة 36.9% من الأسر كان لديها معيلات من الإناث دون وجود شريك، بينما كانت نسبة 6.8% من الأسر لديها معيلون من الذكور دون وجود شريكة وكانت نسبة 34.1% من غير العائلات. تألفت نسبة 29.9% من أصل جميع الأسر من عدة أفراد يعيشون في نفس المنزل ونسبة 9.9% كانت تتألف من شخص يعيش بمفرده يبلغ من العمر 65 عاماً أو أكثر. وبلغ متوسط حجم الأسرة المعيشية 2.67، أما متوسط حجم العائلات فبلغ 3.36.
بلغ العمر الوسطي للسكان 35.3 عاماً. وكانت نسبة 27.4% من القاطنين تحت سن الثامنة عشر، وكانت نسبة 10.3% بين الثامنة عشر والرابعة والعشرين عاماً، ونسبة 23.4% كانت واقعةً في الفئة العمرية ما بين الخامسة والعشرين والرابعة والأربعين عاماً، ونسبة 27.6% كانت ما بين الخامسة والأربعين والرابعة والستين، ونسبة 11.3% كانت ضمن فئة الخامسة والستين عاماً فما فوق. وتوزع التركيب الجنسي للسكان بنسبة 46.4% ذكور و53.6% إناث.